# Honnelles
Honnelles (dialectul picard: Onele) este o comună francofonă din regiunea Valonia din Belgia. Comuna Honnelles este formată din localitățile Angre, Angreau, Athis, Autreppe, Erquennes, Fayt-le-Franc, Marchipont, Montignies-sur-Roc, Onnezies și Roisin. Suprafața sa totală este de 43,65 km². La 1 ianuarie 2008 avea o populație totală de 5.026 locuitori. 
Comuna Honnelles se învecinează cu comunele belgiene Dour și Quiévrain și cu departamentul francez Nord.
1. ↑  GeoNames, accesat în 9 iulie 2017